# تقسیمات سیاسی ایالات متحده آمریکا

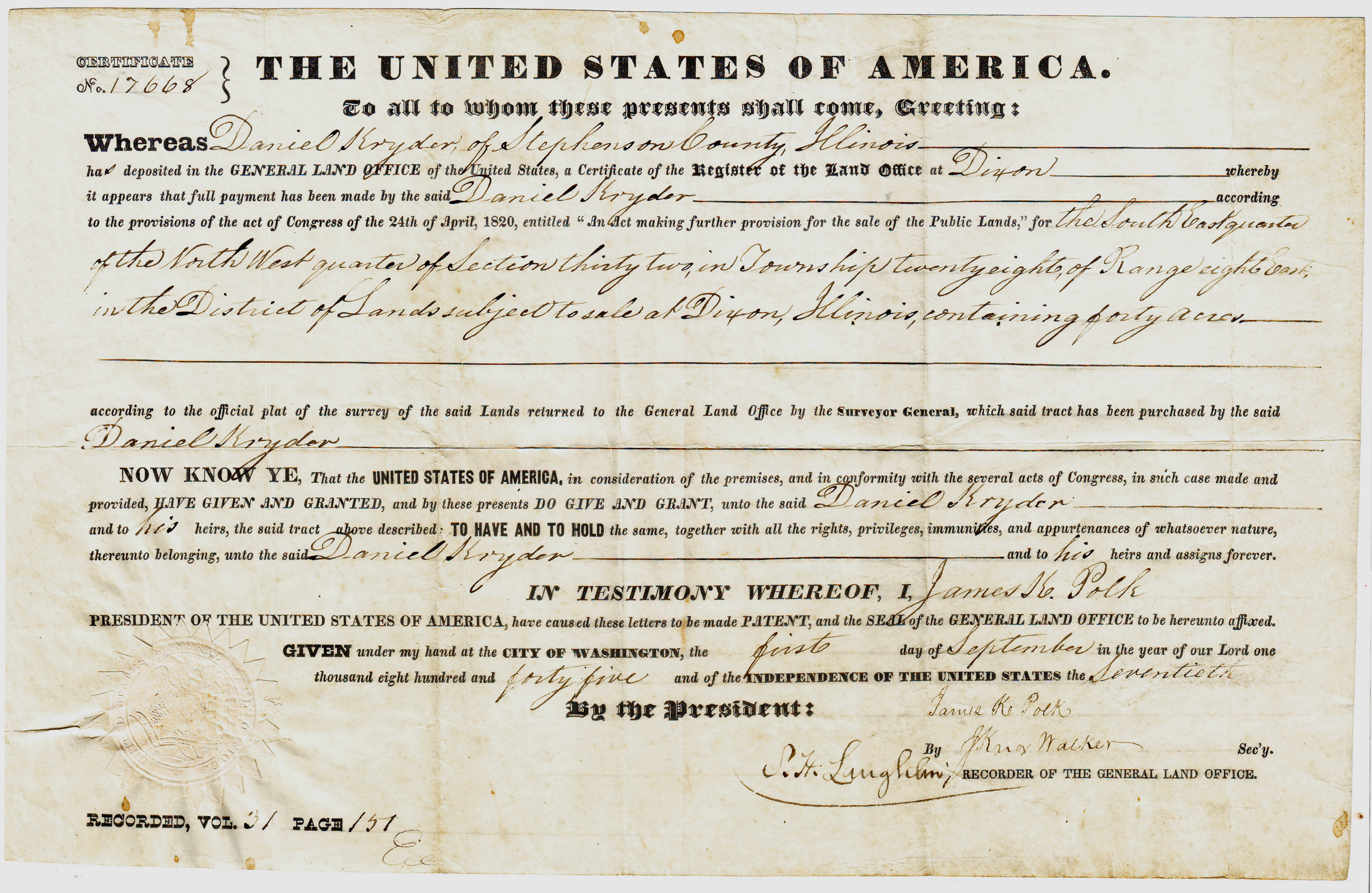
ثبت اختراع زمین اداره کل زمین ایالات متحده برای 40 هکتار زمین در دیکسون، ایلینویز، به تاریخ 1 سپتامبر 1845. از طرف رئیس جمهور جیمز کی پولک توسط سرهنگ جی ناکس واکر، منشی خصوصی رئیس جمهور و برادرزاده وی امضا شده است.

تقسیمات سیاسی ایالات متحده آمریکا عناصر حکومتی متعددی هستند که با یکدیگر ایالات متحدهٔ آمریکا را تشکیل می‌دهند. تقسیم اولیه ایالات آمریکا است. دولت‌های فدرال و ایالتی آمریکا تحت نظامی از حاکمیت موازی فعالیت می‌کنند، بدین ترتیب ایالت‌های سیاسی از نظر فنی «بخش‌هایی» ایجاد شده از ایالات متحدهٔ آمریکا نیستند، بلکه واحدهایی هستند که در کنار واشینگتن، دی سی و مناطق تحت ادارهٔ دولت فدرال، ایالات متحده را «تشکیل» می‌دهند.
ایالات نوعاً به شهرستان در آمریکا تقسیم می‌شوند. لوئیزیانا از لفظ پریش و آلاسکا از لفظ بارو برای اشاره به معادل شهرستان در این ایالات استفاده می‌کنند.
مناطق، به جز جزایر کوچک حاشیه‌ای ایالات متحده، به شهرداری تقسیم می‌شوند. گوآم از لفظ دهکده و جزایر ویرجین ایالات متحده از لفظ بخش‌ها استفاده می‌کنند، ساموآی آمریکا از الفاظ بخش و جزیره مرجانی به رسمیت شناخته نشده‌استفاده می‌کند.
شهرستانها و معادلشان ممکن است باز به تاون‌شیپ تقسیم شوند. از سوی اداره آمار آمریکا تاونها در ایالت نیویورک و ایالت‌های نیو انگلند آمریکا معادل تاون‌شیپ در نظر گرفته می‌شوند.
۲۰ ایالت که بیشترشان در شمالغرب و میدوست هستند از تاون و تاونشیپ برای تقسیمات استفاده می‌کنند.